# Santiago de la Puebla
Santiago de la Puebla es un municipio y localidad española de la provincia de Salamanca, en la comunidad autónoma de Castilla y León. Se integra dentro de la comarca de la Tierra de Peñaranda. Pertenece al partido judicial de Peñaranda y a la Mancomunidad Margañán.
Su término municipal está formado por la localidad de Santiago de la Puebla y el despoblado de Campillo y Melardos, ocupa una superficie total de 53,33 km² y según los datos demográficos recogidos en el padrón municipal del INE en el año 2023, cuenta con una población de 290 habitantes.

## Historia

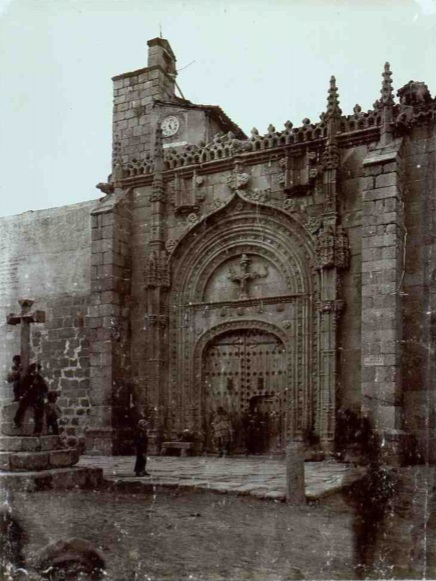
Fotografía antigua de la iglesia parroquial de Santiago de la Puebla.

De la época prehistórica se han encontrado hachas y puntas de flecha hechas de piedra pulimentada que podrían datar del 3000 a. C. Por otro lado se han encontrado en las inmediaciones de Santiago de la Puebla restos de los romanos tales como monedas o mosaicos, además del arranque del puente medieval aún existente. Dicho puente formó parte de un tramo secundario de la Vía de la Plata que enlazaba la Calzada de Béjar con Medina del Campo. Por otro lado se han encontrado dentro de su término municipal algunos restos visigodos tales como un broche de cinturón o una parte de un pendiente. También se han encontrado restos de cerámica.

### Fundación
El nombre de la villa nos informa de que su fundación tuvo lugar durante la Repoblación. Por un lado Santiago, considerado el patrón de la Corona Leonesa y aliado de la cruzada cristiana y que según las leyendas había participado en varias batallas contra los moros, y por otro lado Puebla, es decir de la Repoblación.

### Los conflictos por el señorío
Santiago fue un pueblo de realengo situado en la periferia, en la antigua frontera de León con Castilla, perteneciendo al de León. En julio de 1279 dejó dicho realengo al ser donado por Alfonso X de León a su hija Beatriz, reina consorte de Portugal. Sin embargo en 1282 el infante Sancho, enfrentado a su padre por el trono, lo vendió al concejo de Alba de Tormes, desencadenando así un conflicto que alcanzaría su cumbre en 1304 con el saqueo de Santiago de la Puebla por el concejo y vecinos de Alba de Tormes, resuelto por Fernando IV en favor de la infanta Blanca de Portugal, hija de la mencionada Beatriz y heredera del señorío.

### El señorío de los Rojas
A finales del siglo XIV el lugar de Santiago de la Puebla estaba en poder del rey Juan I de Castilla y León, que lo donó a Juan Martínez de Rojas, II señor de Monzón. De él pasó posteriormente a Sancho de Rojas, que en 1397 y 1406 solicitó al rey Enrique III permiso para venderlo a su hermano Martín.
En 1483 es Señor de la villa Sancho de Rojas Manrique y un sucesor suyo, don Juan de Rojas y Rojas obtiene, en 1537, el título de Marqués de Poza, concedido por el emperador Carlos I.

### Integración en la provincia de Salamanca
Con la creación de las actuales provincias en 1833, Santiago de la Puebla quedó encuadrado en la provincia de Salamanca, dentro de la Región Leonesa, formando parte del partido de Peñaranda de Bracamonte.

## Geografía humana

### Demografía
Cuenta con una población de 282 habitantes (INE 2024).
| Gráfica de evolución demográfica de Santiago de la Puebla entre 1842 y 2021                                           |
| |
| Población de derecho según los censos de población del INE. Población de hecho según los censos de población del INE. |

Según la última revisión del padrón municipal (INE 2021), Santiago de la Puebla cuenta con una población de 297 habitantes, de los cuales 144 son mujeres y 153 hombres.

### Economía
Su principal actividad es la agricultura y la ganadería, aunque actualmente está desarrollando un incipiente turismo cultural impulsado por los diversos monumentos existentes en el pueblo, entre los cuales debe destacarse la Iglesia de Santiago Apóstol, así como el Hospital Asilo de San José, la Plaza Mayor porticada y algunas casas privadas.

## Administración y política
| Partido político                                  | 2019  | 2019  | 2019       | 2015  | 2015  | 2015       | 2011  | 2011  | 2011       | 2007  | 2007  | 2007       | 2003  | 2003  | 2003       |
| Partido político                                  | %     | Votos | Concejales | %     | Votos | Concejales | %     | Votos | Concejales | %     | Votos | Concejales | %     | Votos | Concejales |
| Partido Socialista Obrero Español (PSOE)          | 50,21 | 118   | 4          | 62,64 | 171   | 5          | 52,92 | 163   | 4          | 44,41 | 159   | 4          | 54,52 | 217   | 4          |
| Partido Popular (PP)                              | 49,79 | 117   | 3          | 35,16 | 96    | 2          | 44,81 | 138   | 3          | 43,02 | 154   | 3          | 44,72 | 178   | 3          |
| Agrupación Electoral Santiago de la Puebla (AESP) | —     | —     | —          | —     | —     | —          | —     | —     | —          | 8,66  | 31    | 0          | —     | —     | —          |